# Valentina Lizana
Valentina Olivia Violeta Lizana, under en period Lizana Wallner, född 30 mars 1990 i Trångsund, Stockholms län, är en svensk före detta ishockeymålvakt som avslutade karriären i Djurgårdens IF år 2017.
Lizana spelade 111 landskamper för Damkronorna och vann tre SM-guld med två olika klubbar. Efter säsongen 2013/14 bytte hon klubb från Modo Hockey till Djurgårdens IF. En stor anledning till klubbytet var den satsning mot Riksserien som Djurgården gjorde, och att hon kunde få både resurser och medel att personligen bedriva en ordentlig satsning på hockeyn.
Sedan 2020 är Lizana kommentator/expert inom ishockey på Viaplay Group.

## Meriter

### Svenska mästerskapen
- SM-guld 2007 med AIK
- SM-guld 2009 med AIK
- SM-guld 2012 med Modo Hockey

### Europacupen
- Guld 2006 med AIK
- Guld 2007 med AIK

### Världsmästerskap
- Junior-VM 2008: 4:a
- VM 2009: 4:a, Tavastehus, Finland
- VM 2011: 5:a, Zürich, Schweiz
- VM 2012: 5:a, Burlington, USA
- VM 2013: 7:a, Ottawa, Kanada
- VM 2015: 5:a, Malmö, Sverige

### OS
- OS i Vancouver 2010: 4:a
- OS i Sotji 2014: 4:a

## Klubbar
- Trångsunds IF
- AIK, 2005–2010
- Modo, 2010–2014
- Djurgårdens IF, 2014–2016